# Competência (geologia)

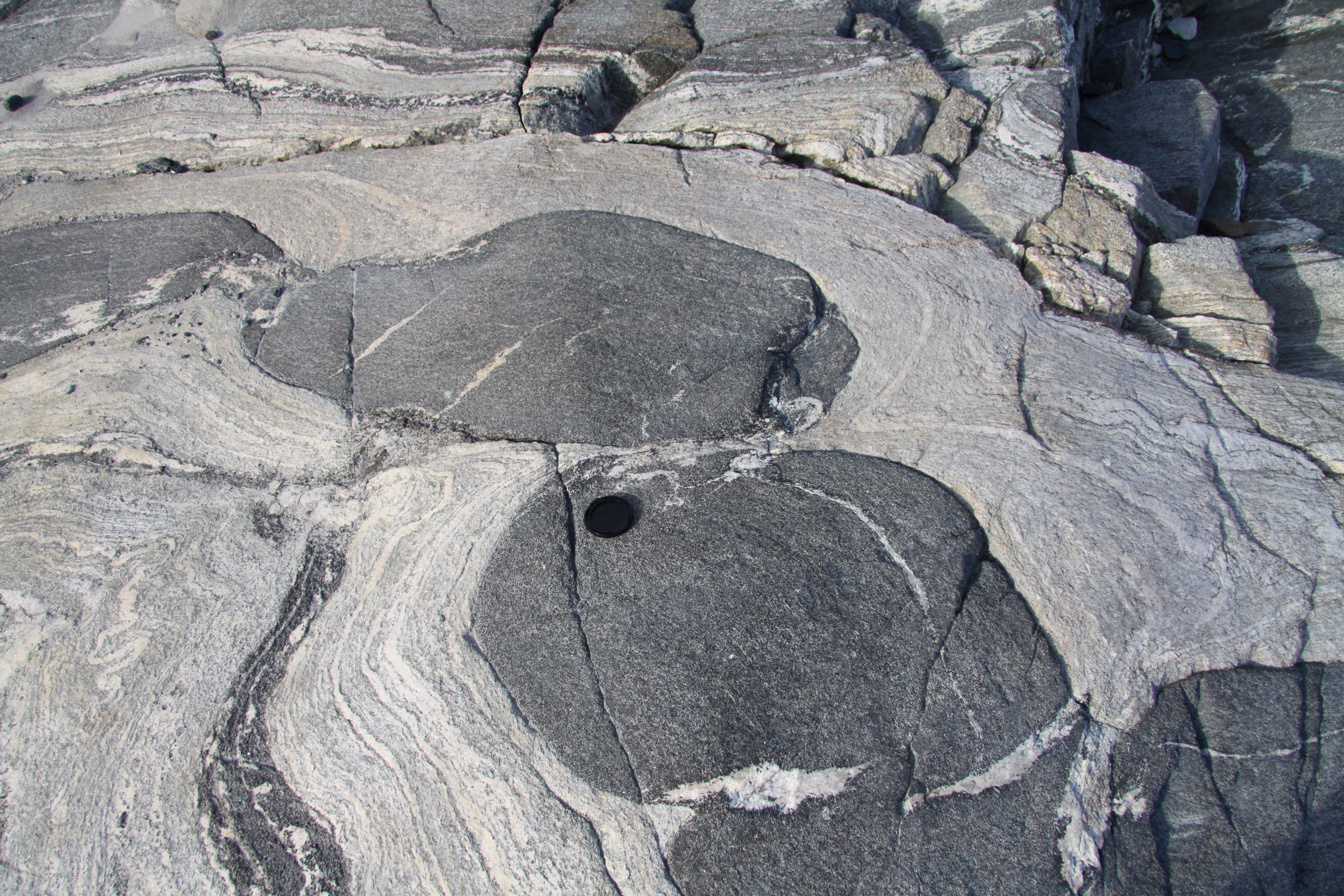
Boudinage de materiais de base relativamente mais competentes, incluindo gneiss quartzo-feldspático.

Competência é o termo usado em geologia estrutural para designar a propriedade das rochas que determina a sua resistência à meteorização ou à deformação em relação com a sua resistência mecânica.

## Descrição
De uma forma muito simplificada, em geologia rochas são consideradas competentes as rochas que em linguagem vulgar se designam por duras, por exemplo os granitos e rochas incompetentes às que em linguagem vulgar se designam por moles, por exemplo as argilas. Em minas, designam-se por rochas competentes as rochas em que uma galeria não necessita de escoramento.
As rochas mais competentes tendem a aparecer em afloramentos devido à erosão, à medida que as rochas mais macias que as rodeiam são escavadas. Devido a essa mesma resistência, tendem a formar arribas quando ocorrem no litoral. Nas rochas estratificadas, as rochas mais competentes tendem a quebrar-se, enquanto as menos competentes tendem a deformar-se; embora o que mais significativamente determina as estruturas formadas durante a deformação seja a competição comparativa entre as rochas que aparecem juntas. A competência relativa, ou comparativa, também varia com a temperatura ou a pressão de confinamento; por exemplo, os calcários metamorfoseados são, relativamente ao grau de metamorfismo, competentes se este for baixo e incompetentes à medida que progride.
A competência de uma rocha traduz-se nas seguintes características:
- Resistência à erosão — certos tipos de rochas, como os granitos ou muitos calcários, são competentes devido à sua elevada resistência mecânica.
- Resistência à deformação — alguns tipos de rochas são competentes devido à sua resistência à deformação:
  - Rochas estratificadas não metamorfoseadas ou ligeiramente metamorfoseadas — a maioria das rochas sedimentares e vulcaniclásticas apresentam estratificação entre camadas quando diferem litologicamente. Se ocorrer deformação, a resposta da formação rochosa e de cada rocha constituinte depende, em grande medida, da competência relativa de algumas camadas em relação a outras.
  - Sequências metamórficas — a plasticidade dos cristais aumenta com a temperatura, de modo que, após os primeiros graus de metamorfismo, a deformabilidade dos cristais individuais torna-se o principal factor na competência ou deformabilidade de toda a estrutura de que fazem parte.